# MS Splendour of the Seas
Splendour of the Seas је крузер "Vision" класе којом управља "Royal Caribbean International". Поред наведеног крузера у класи "Vision" се налази још пет крузера. На овај крузер, дужине 264 метра и ширине 32 метра, може се укрцати око 2,000 путника и 750 чланова посаде. 